# Równe (wieś w województwie mazowieckim)
Równe – wieś w Polsce położona w województwie mazowieckim, w powiecie wołomińskim, w gminie Strachówka. Ma status sołectwa.
Prywatna wieś szlachecka położona była w drugiej połowie XVI wieku w powiecie kamienieckim ziemi nurskiej województwa mazowieckiego. W latach 1975–1998 miejscowość położona była w województwie siedleckim.
W roku 2010 powstał klub sportowy RKS Równe występujący w amatorskiej Lidze Bobra w Tłuszczu.
Wierni Kościoła rzymskokatolickiego należą do parafii Świętej Trójcy w Sulejowie.